# Saison 2017 des Giants de San Francisco
La saison 2017 des Giants de San Francisco est la 133e saison en Ligue majeure de baseball pour cette franchise et la 60e depuis le transfert des Giants de la ville de New York à celle de San Francisco.
Les Giants connaissent en 2017 leur pire saison depuis 1985, encaissant 98 défaites contre seulement 64 victoires. Cette fiche est la moins bonne de la saison en Ligue nationale et la moins bonne de toutes les majeures, à égalité avec les Tigers de Détroit de la Ligue américaine. Qualifiés pour les séries éliminatoires en 2016, les Giants glissent de la 2e à la 5e place de la division Ouest de la Ligue nationale avec leur première saison perdante depuis 2013. 
Le 17 juillet 2017 prend fin une série de 530 salles combles au AT&T Park de San Francisco, où les Giants jouent leurs matchs locaux. C'est le record pour un club de la Ligue nationale et la 2e meilleure séquence du genre depuis celle de 794 réussie de 2003 à 2013 par les Red Sox de Boston à Fenway Park. 

## Saison régulière
La saison régulière de 162 matchs des Giants débute le 2 avril 2017 par une visite aux Diamondbacks de l'Arizona et se termine le 1er octobre suivant. Le premier match local au AT&T Park de San Francisco oppose les Giants aux Diamondbacks le 10 avril.

### Classement
| Ligue nationale division Ouest | V   | D  | %    | Diff. | Diff. (séries) |
| ------------------------------ | --- | -- | ---- | ----- | -------------- |
| Dodgers de Los Angeles         | 104 | 58 | ,642 | -     | -              |
| Diamondbacks de l'Arizona      | 93  | 69 | ,574 | 11    | +6             |
| Rockies du Colorado            | 87  | 75 | ,537 | 17    | -              |
| Padres de San Diego            | 71  | 91 | ,438 | 33    | 13             |
| Giants de San Francisco        | 64  | 98 | ,395 | 40    | 23             |